# ميخائيل خان
ميخائيل خان (بالإنجليزية: Michael Kahn)‏ هو مونتير أمريكي، ولد في 8 ديسمبر 1935 في نيويورك في الولايات المتحدة.

## وصلات خارجية
- ميخائيل خان على موقع IMDb (الإنجليزية)
- ميخائيل خان على موقع ألو سيني (الفرنسية)
- ميخائيل خان على موقع أول موفي (الإنجليزية)
- ميخائيل خان على موقع قاعدة بيانات الأفلام السويدية (السويدية)
- ميخائيل خان على موقع قاعدة بيانات الفيلم (الإنجليزية)
- ميخائيل خان على موقع كينوبويسك (الروسية)